# Alexis Hubert Jaillot

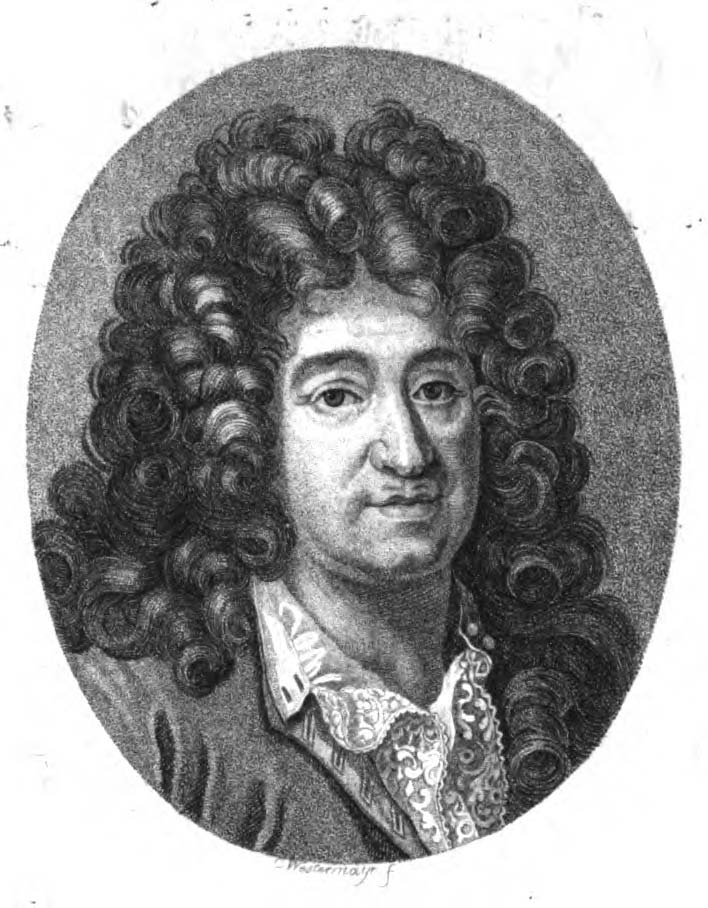
Alexis Hubert Jaillot
(Kupferstich von C. Westermayr 1802)

Alexis Hubert Jaillot (* ca. 1632 in Avignon-lès-Saint-Claude, Freigrafschaft Burgund; † 2. November 1712  in Paris) war ein bedeutender französischer Kartograph und Verleger.

## Genealogie
Alexis Hubert Jaillot wurde circa 1632 in Avignon-lès-Saint-Claude geboren. Seine Eltern waren Jean Jaillot und Etiennette Fournier. Sein Bruder war Pierre-Simón (1631–23. September 1681). Jaillot heiratete am 11. Januar 1665 Jeanne Berey († 1. November 1675), die Tochter des Graveurs und Kartenverlegers Nicolas I Berey (1610–1665) aus Paris. Aus dieser Ehe gingen sieben Kinder hervor, darunter François Hubert-Joseph (* 1671) und Bernard Jean-Hyacinthe (* 11. Februar 1673–1739). Nach dem Tod seiner ersten Frau heiratete er am 26. Abril 1676 Charlotte Orbane. Aus dieser Ehe gingen acht Kinder hervor, darunter Charles-Hubert (* 1678).

## Leben
Als Jaillots Geburtsjahr wird 1632 angenommen, weil in der Sterbeurkunde sein Alter mit 80 Jahren angegeben wurde. Der Geburtsort war Avignon-lès-Saint-Claude, damals ein kleiner Weiler in der zum spanischen Königreich gehörenden Exklave Freigrafschaft Burgund. Schon seit seiner Kindheit hatte Jaillot ein gutes Talent für Künste und Gestaltung. Von seinem Bruder Pierre-Simón lernte er die Bildhauerei. Infolge französisch-spanischer Auseinandersetzungen wurde ihr Heimatort verwüstet, und so gingen die beiden Brüder 1657 nach Paris. Dort erwarben sie sich bald eine gewisse Reputation und den Titel Sculpteur du Roy. 1665 heiratete Jaillot in die Kartenverleger-Familie Berey ein. Nach dem Tod seines Schwagers Nicolas II Berey (1640–1667) kaufte er von der Schwägerin die Berey-Kartensammlung. So hatte er einen wertvollen Grundstock, den er gleich vermarkten konnte, ohne je selbst eine Karte hergestellt zu haben. Jaillot stieg in einem günstigen Moment in das Kartengeschäft ein. Anfang 1668 gewann Ludwig XIV.  den ersten seiner Reunionskriege, und es begann eine Zeit, in der Frankreich sein Territorium ständig vergrößerte. Es entwickelte sich eine große Nachfrage nach Karten, die die französischen Triumphe und die neuen Grenzen, sowie anstehende Expansionsabsichten darstellten.
Zu Jaillots Kartensammlung gehörten auch Druckplatten, die Pierre Duval (1619–1683) (Neffe von Nicolas Sanson) erstellt und ursprünglich an Nicolas Berey verkauft hatte. Aber Duval, der seine Karten auch selbst verlegte, wehrte sich gegen die Neuauflage seiner alten Karten. Auf dem Höhepunkt der Auseinandersetzung mit Duval gewann Jaillot Ende 1670 die Söhne von Nicolas Sanson Guillaume und Adrien, als Kartenmacher und Geschäftspartner. Mit ihnen konnte er neue Karten mit dem prestigeträchtigen Namen Sansons vermarkten. Sein erster Atlas von 1681 Atlas Nouveau wurde ein so großer kommerzieller Erfolg, dass andere Verleger damit begannen, Plagiate zu vertreiben.
Jaillot suchte die königliche Patronage und widmete viele seiner Kartenauflagen dem König. Schließlich wurde er am 20. Juli 1686 zum Géographe du Roy ernannt und erhielt eine jährliche Pension von 600 Livres. Dieser Titel, zusammen mit einer protektionistischen und kontrollierenden Gesetzgebung, erlaubten ihm, sich erfolgreich gegen seine Plagiatoren zu wehren.
Seit dem frühen 18. Jahrhundert legte Jaillot immer weniger Karten auf. Es wurden immer mehr zeitnah aktualisierte Karten nachgefragt und es gelang ihm immer weniger auf die Anforderungen des Marktes zu reagieren. Jüngere Konkurrenten waren gut ausgebildete Geographen wie Guillaume Delisle, die die Kartenerstellung selbst vornehmen konnten. Mit der Zeit gab Jaillot das Geschäft an seinen Sohn Bernard Jean-Hyacinthe ab.
Alexis Hubert Jaillot starb am 2. November 1712 in Paris, im Alter von 80 Jahren. Er wurde im Convent des Grands-Augustins beigesetzt.